# Прост Гран При
Прост Гран При e френски отбор от Формула 1.
Създаден е през 1996 година, следствие закупуването на друг френски тим – „Лижие“.

## Резултати в Световния шампионат
Стартове – 83
Победи – 0
2-ри места – 2
3-ти места – 1
4-ти места – 2
5-и места – 2
6-и места – 9
Отпадания – 75
Първа позиция на старта – 0
НБО – 0
Дебют – 1997 Голяма награда на Австралия
Последен старт – 2001 Голяма награда на Япония
Общо набрани точки в световния шампионат – 35